# Kumu (Einheit)
Das Kumu war ein neuseeländisches Längenmaß, das zu Ermittlung der Wassertiefe verwendet wurde. Das Maß war recht ungenau und galt als Schätzmaß. Angaben von 10 Fathoms (engl.) sind nicht glaubhaft. Der Begriff Kumu entspricht in der Bedeutung der Klafter, die die Länge der ausgestreckten Arme von Hand zu Hand verkörperte.
- 1 Kumu = 1 bis 2 Klafter = etwa 1,80 Meter (Nautischer Faden) bis 3,60 Meter (alles Etwa-Werte)